# Sân bay quốc tế Deputado Luís Eduardo Magalhães

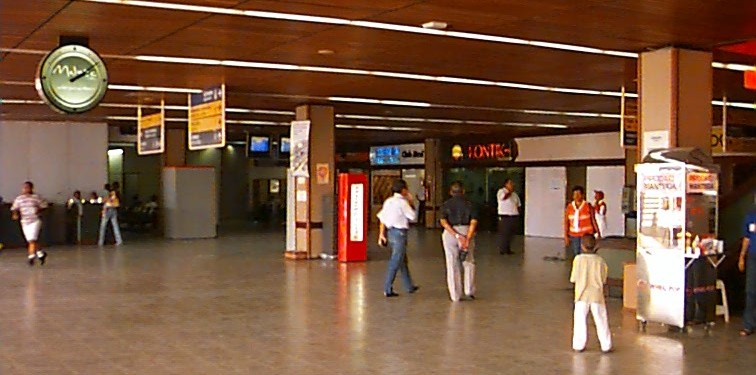
Bên trong sân bay.

Sân bay quốc tế Deputado Luís Eduardo Magalhães (IATA: SSA, ICAO: SBSV), tên thông dụng hơn như đã được gọi trước đây: Sân bay quốc tế Dois de Julho là một sân bay tại Salvador, Bahia, Brasil. Sân bay này thuộc quản lý của Infraero, cách trung tâm Salvador 20 km. Năm 2007, sân bay này đã phục vụ 5.920.573 lượt khách với 91.043 lượt chuyến, là sân bay bận rộn thứ 5 ở Brasil về số lượt khách.

## Lịch sử
Sân bay này được thành lập năm 1925, được Panair do Brasil xây dựng lại xong năm 1941. Tên cũ là Santo Amaro do Ipitanga.
Năm 1955, sân bay này đổi tên thành Dois de Julho, và năm 1998, đổi tên thành như hiện nay dù dân Salvador vẫn tiếp tục gọi nó bằng tên cũ Dois de Julho.
Năm 2000, sân bay này được nâng cấp lớn.

## Thông tin chung
- Nhà ga chính: 69.400 m²
- Số cửa: 24
- Công suất: 6.000.000 lượt khách
- Số lượt khách (2007) - 5.920.573[1]
- Công việc trực tiếp: 4.000

## Các hãng hàng không và các điểm đến
- Abaeté Linhas Aéreas (Guanambi, Bom Jesus da Lapa)
- Aerostar (Morro de São Paulo, Lençois, Itaparica)
- Air Europa (Madrid)
- American Airlines (Miami [seasonal])
- Air Italy (Milan-Malpensa, Natal)
- Andes Líneas Aéreas (Buenos Aires-Ezeiza)
- Avianca
  - Avianca operated by OceanAir (Brasilia, Belo Horizonte-Confins, Macéio, Recife, São Paulo-Guarulhos, Rio de Janeiro-Galeão, Ilhéus, Vitoria da Conquista, Montes Claros, Lisboa [theo mùa])
- Condor Airlines (Frankfurt, Berlin)
- Edelweiss Air (Zurich)
- EuroAtlantic Airways (Lisbon, Sal)
- Flex (Recife, Rio de Janeiro)
- Gol (Aracaju, Asunción, Belém, Belo Horizonte-Confins, Belém, Boa Vista, Brasília, Buenos Aires-Ezeiza, Campinas, Campo Grande, Chapecó, Cuiabá, Curitiba, Córdoba, Florianópolis, Fortaleza, Foz do Iguaçu, Goiânia, Ilhéus, Joinville, João Pessoa, Juazeiro do Norte, Londrina, Macapá, Maceió, Manaus, Maringá, Montevideo, Natal, Navegantes, Palmas, Petrolina, Porto Alegre, Porto Seguro, Rio de Janeiro-Galeão, Recife, Rio Branco, Rosario, São Paulo-Congonhas, São Paulo-Guarulhos, Santa Cruz de la Sierra, Santarém, Santiago, São Luís, Teresina, Uberlândia, Vitória)
- LAN Airlines (Santiago)
- Neos (Milan-Malpensa)
- Sata Internacional (Lisbon, Porto Seguro)
- Sky Airline (Santiago)
- TAM Airlines (Belem, Belo Horizonte-Confins, Brasília, Buenos Aires, Campinas, Fortaleza, Foz do Iguaçu, Ilhéus, London-Heathrow [theo mùa], Manaus, Miami, Milan-Malpensa, Natal, Paris Charles de Gaulle, Porto Seguro, Recife, Rio de Janeiro-Galeão, São Luis, São Paulo-Congonhas, São Paulo-Guarulhos, Vitoria, Vitoria da Conquista)
- TAP Portugal (Lisbon, Porto)
- Passaredo (Vitoria da Conquista, Brasilia, Barreiras, Ribeirão Pareto, São Paulo - GRU)
- TAAG (Luanda, Rio de Janeiro)
- Star Airlines (Paris-Charles de Gaulle)
- WebJet (Rio de Janeiro-Galeão, Curitiba, Porto Alegre, Recife, Maceió, Belo Horizonte)